# Lycksele (commune)
La commune de Lycksele est une commune suédoise du comté de Västerbotten. 12 264 personnes y vivent. Son chef-lieu se situe à Lycksele.

## Politique municipale
En 2018 le parti social-démocrate suédois des travailleurs a perdu l'élection municipale, ainsi l'Alliance a pris le pouvoir dans la commune. C'était la première défaite pour la gauche après 48 ans au pouvoir. 
| Parti politique | Nombre des mandats |
| S               | 11                 |
| KD              | 10                 |
| M               | 4                  |
| SD              | 2                  |
| V               | 2                  |
| C               | 1                  |
| L               | 1                  |
| Total           | 31                 |

## Démographie
Depuis la reformation de la commune en 1971, la croissance démographique a été négative. 

## Localités principales
- Kristineberg
- Lycksele
- Rusksele

## Vie culturelle
Plusieurs musées, par exemple le « heimat », la zone de loisirs du Gammplatsen (« vieille ville »), et le musée des Samis.

## Personnalités liées à la commune
- John Lindgren, fondeur suédois, champion du monde 1927
- Elisabeth Svantesson, femme politique suédoise, Ministre suédoise des Finances[3]